# Margret Mergen

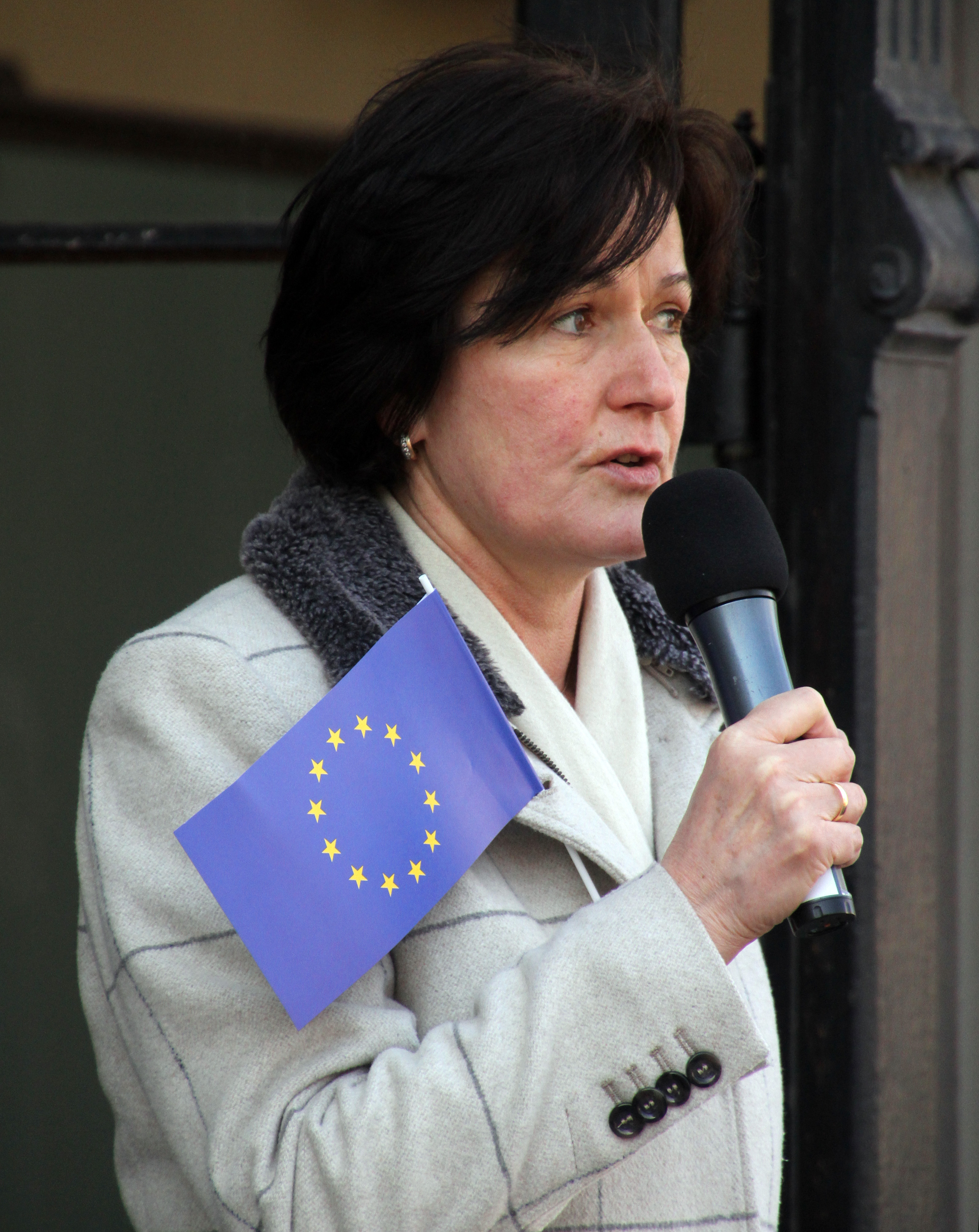
Margret Mergen (2017)

Elisabeth Margarete Mergen (* 26. August 1961 in Billerbeck) ist eine deutsche Politikerin (CDU). Sie war von 2014 bis 2022 Oberbürgermeisterin von Baden-Baden.

## Ausbildung und Beruf
Nach dem Abitur 1980 in Münster studierte sie Geographie an der Universität Münster und beendete das Studium 1986 mit dem Abschluss als Diplom-Geografin. 1987 ging Margret Mergen als Trainee zur Karlsruher Stadtverwaltung und besuchte 1988/89 die Führungsakademie Baden-Württemberg. Von 1990 bis 1993 arbeitete Margret Mergen im Finanzreferat der Stadt Karlsruhe und war zuständig für Sonderaufgaben, u. a. für Militärkonversionen. Zwischen 1993 und 2000 war sie Stadtkämmerin in Karlsruhe.
Margret Mergen ist katholisch und seit 1997 mit Wolfgang Pöter verheiratet. Bei einem unverschuldeten Motorradunfall im Sommer 2019 brach Mergen sich einen Zeh und zog sich Prellungen zu, während ihrem Mann das rechte Bein amputiert werden musste.

## Politische Tätigkeit
1999 strebte sie bei der Oberbürgermeisterwahl in Rastatt erstmals ein politisches Amt an und unterlag knapp dem Amtsinhaber Klaus-Eckhard Walker. Ab 2000 war sie Wirtschafts- und Finanzdezernentin sowie Erste Bürgermeisterin in Heilbronn, bis sie am 23. Februar 2007 als Bürgermeisterin von Karlsruhe vereidigt wurde. In Heilbronn folgte ihr Margarete Heidler nach. Nach dem altersbedingten Ausscheiden von Harald Denecken wurde Margret Mergen am 23. Juni 2009 vom Gemeinderat zur Ersten Bürgermeisterin von Karlsruhe für acht Jahre Amtszeit gewählt.
Als Erste Bürgermeisterin war Margret Mergen ständige Vertreterin des Oberbürgermeisters (bis Februar 2013 Heinz Fenrich, danach Frank Mentrup). Ihr Verantwortungsbereich umfasste die Wirtschaft und Finanzen der Stadt. Im Einzelnen waren dies die Gebäudewirtschaft (bis 1. Oktober 2008), Finanzen und Beteiligungen, Kongresse und Messen, Liegenschaften und Flächenmanagement, Stadtmarketing, Stadtwerke, Verkehrsbetriebe und Häfen (seit Juni 2008) und die Wirtschaft und Wirtschaftsförderung.
2012 bewarb Mergen sich um die Position des CDU-Kandidaten für die Wahl zum Nachfolger des Karlsruher Oberbürgermeisters Heinz Fenrich, unterlag jedoch gegen Ingo Wellenreuther.
2014 kandidierte sie bei der Oberbürgermeisterwahl in Baden-Baden und gewann mit 62,6 % der Stimmen im ersten Wahlgang. Am 10. Juni 2014 trat sie das Amt der Oberbürgermeisterin an. Bei der Oberbürgermeisterwahl am 13. März 2022 wurde sie als Amtsinhaberin mit 24,7 % der Stimmen im ersten Wahlgang mit großem Abstand lediglich Zweite und trat beim zweiten Wahlgang nicht mehr an. Dietmar Späth wurde zu ihrem Nachfolger gewählt. Er trat Mergens Nachfolge am 10. Juni 2022 an.
Seit Oktober 2023 ist Mergen Mitglied des Normenkontrollrats Baden-Württemberg.
Margret Mergen ist Mitglied des Landesvorstands der CDU Baden-Württemberg, stellvertretende Landesvorsitzende der Kommunalpolitischen Vereinigung der CDU, Mitglied im Bundesvorstand der Kommunalpolitischen Vereinigung und Mitglied in der Mittelstandsvereinigung der CDU.

## Mitgliedschaften
Mergen ist darüber hinaus Mitglied in zahlreichen Institutionen wie dem Kuratorium des Cyberforums und im Landesverein Badische Heimat und Verwaltungsratsmitglied der Heinrich-Hertz-Stiftung. Sie ist außerdem Mitglied im Städtetag Baden-Württemberg, im Aufsichtsrat der Nahverkehrsgesellschaft Baden-Württemberg, im Hochschulrat der Hochschule Kehl, in der Verbandsversammlung und dem Planungsausschuss des Verbandes Region Karlsruhe und im Verwaltungsrat und Finanzausschuss des Eurodistrikt PAMINA.